# Runensteine von Gørlev

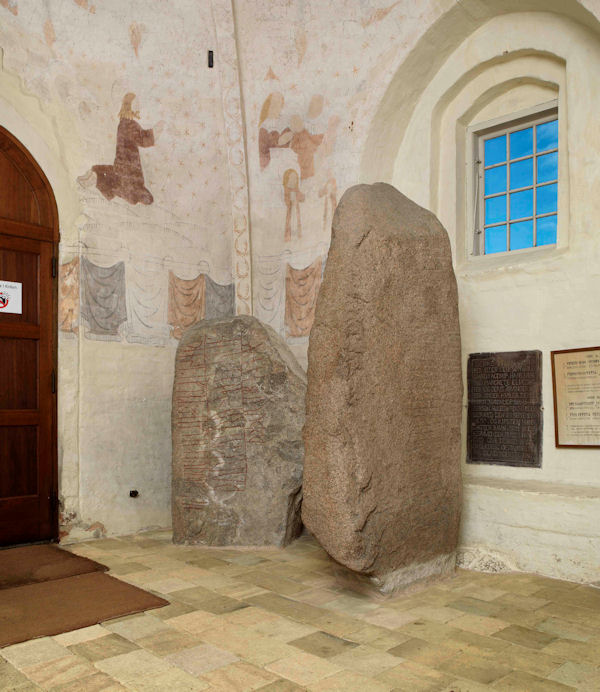
Steine 1 (vorne) und 2 in der Kirche

Die Runensteine von Gørlev (Sj 46, DR 239 und EM 85;239) sind zwei Runensteine in Gørlev (heute Kalundborg) auf der dänischen Insel Seeland. Stein 1 steht seit 1938 in der Kirche von Gørlev. 1964 wurde bei Bauarbeiten am Turmfundament der ebenfalls in der Kirche aufgestellte Runenstein 2 aus dem 11. Jahrhundert gefunden.

## Beschreibung

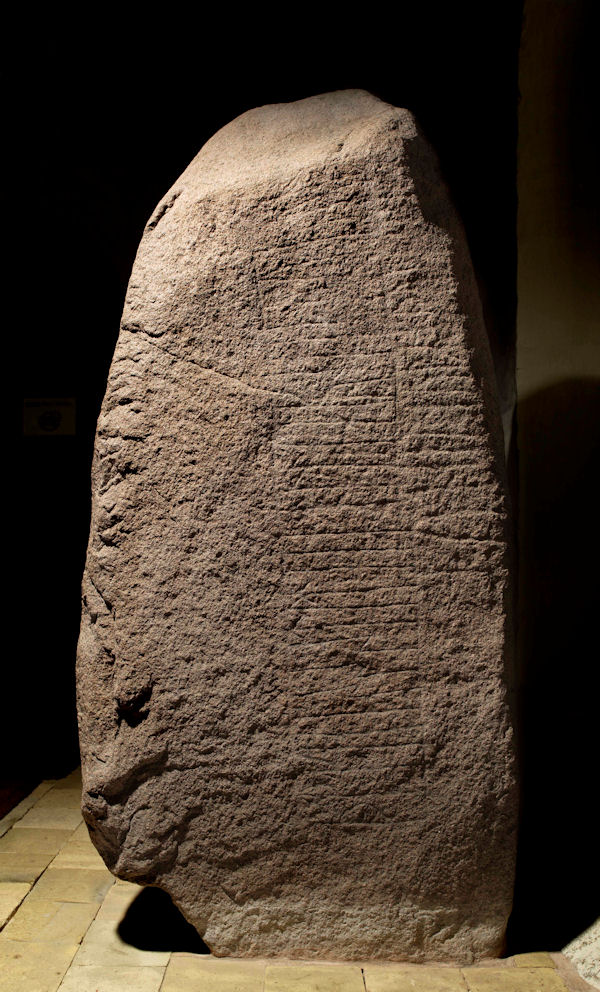
Runenstein 1 von Gørlev

Stein 1 ist ein Gedenkstein aus der ältesten Wikingerzeit und bildet mit dem Stein von Helnæs die Helnæs-Gørlev Gruppe der ältesten dänischen Runeninschriften im jüngeren Futhark mit dem relativen Zeitraum von 750/800 bis 900 n. Chr. Zur Gruppe gehören: DR 9 (DK Sl 13) – Norderbrarup, DR 17 (DK SJy 54) – Starup, DR 144 (DK NJy 47) – Gunderup, DR 188 (DK Fyn 50) – Ørbæk, DR 189 (DK Fyn 48) – Avnslev, DR 190 (DK Fyn 8) – Helnæs, DR 192 (DK Fyn 2) und DR 193 (DK Fyn 3)- Flemløse, DR 211 (DK Fyn 25) – Nørre Nærå, DR 221 (DK Sj 80) – Vordingborg, DR DR 248 (DK Sj 35) – Snoldelev, DR 250 (DK Sj 17) – Høje Tåstrup, DR 333 (DK Sk 70) – Ørja, Runenstein DR 356 – Sölvesborg und NOR1998;21 (DK Sk 130) – Färløv). Gørlev 1 wird auf eine Entstehungs- beziehungsweise Aufstellungszeit um 800 bis 850 n. Chr. datiert.
Er ist auf zwei Seiten mit Langzweigrunen in der 16-typigen jüngeren Futharkreihe beschrieben. Der Stein wurde 1921 im Rahmen von Bauarbeiten im Fundament, beziehungsweise im Boden des Südportals der Kirche von Gørlev gefunden und wurde 1923 wissenschaftlich durch Johannes Brøndum-Nielsen (1881–1977) zuerst beschrieben. Er weist eine imponierende Größe auf mit einer Höhe von insgesamt 315 cm, die sichtbare Höhe beträgt 218 cm. Die (A) Seite ist 88 cm breit und die (B) Seite 104 cm.
Die Inschrift besteht im ersten Teil (A) in einer Gedenkschrift für einen „sozial hochstehenden“ Mann mit einem „aristokratischen“ Namen Oðinkárr durch dessen vermutliche Witwe Thjodvi. Der zweite Teil (B) wird durch eine magisch-rituelle Formel geprägt, der sogenannten und mehrmalig vorliegenden þistil, mistil, kistil-Formel (siehe Ledbergstenen). Des Weiteren ist im ersten Teil ein Futhark integriert, ohne Trenner, in Komposition mit einem Anhang, sowie eine gebräuchliche Bannungsformel.

## Inschrift
- Transliteration
  - (A) þiauþui : risþi : stin þąnsi : aft uþinkaur : | fuþąrkhniastbmlR : niut ual kums :
  - (B) þmkiiissstttiiilll (:) iak sata ru--ri(t) | kuni armutR kru(b) [...]

- Transkription
  - Þiūðvē ræisþi stæin þannsi æft Ōðinkaur. FuþąrkhniastbmlR. Niūt vel kumbls! þmkiiissstttiiilll [=þistill/mistill/kistill], iak satta rū[na]R ret. Gunni, ArmundR [...]

- Übersetzung (Düwel)[3]
  - (A) „Thjodvi errichtete diesen Stein nach Odinkar [...] genieße des (oder: gebrauche das) “Kumbl” wohl gut“
  - (B) „Distel, Mistelzweig, kleine Kiste. Ich setze die Runen richtig. Gunne, Armund [...]“

## Görlevsten 2

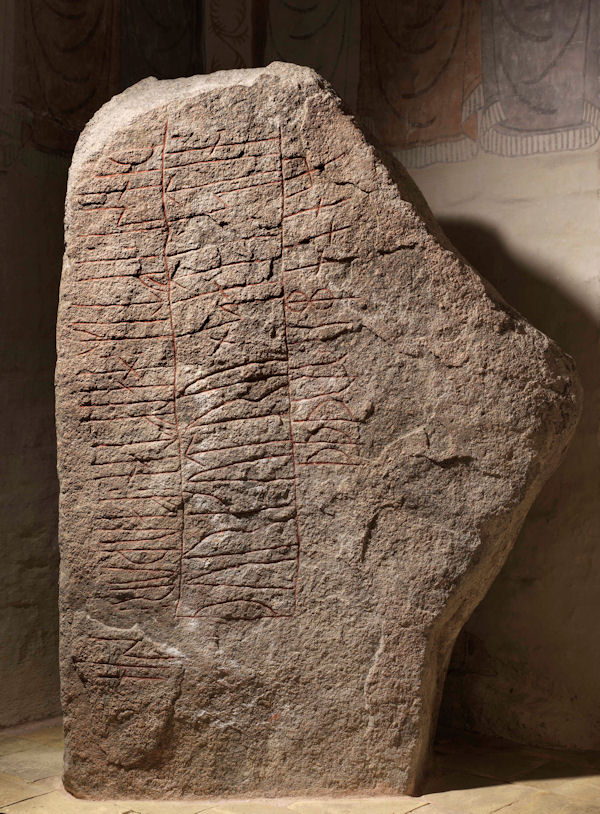

Der Görlevstein 2 wurde 1965 unter dem Kirchturm in Görlev gefunden. Er stammt aus dem 11. Jahrhundert. Rechts von der Anfangszeile befindet sich eine Reihe von Zeichen, die weder Runen noch irgendein anderes bekanntes Alphabet sind. Der Stein ist etwa 160 cm hoch und 100 cm breit.
Die Inschrift lautet:
Thorgot setzte diesen Stein nach Halvdan, Vater seines þþþuuu?nnn? [Buchstabenmagie]. Es ist unklar, ob der Name männlich (Thorgot) oder weiblich (Thorgun) ist.